# Angersleigh
Angersleigh – wieś w Anglii, w Somerset, w dystrykcie (unitary authority) Somerset, w civil parish Pitminster. W 1931 roku civil parish liczyła 64 mieszkańców.